# Atelopus dlouhonosý
Atelopus dlouhonosý (Atelopus longirostris) je druh žáby z rodu Atelopus z čeledě ropuchovitých. Jeho výskyt byl zaznamenán pouze v severním Ekvádoru. Záznamy pořízené v Kolumbii se pravděpodobně týkají jiných druhů. V roce 2016 byl znovuobjeven po více než dvou desetiletích, v polovině roku 2017 byl však v databázi IUCN stále označen za vyhynulý.

## Status a znovuobjevení
Druh byl klasifikován jako vyhynulý (a od poloviny roku 2017 zůstává jako takový uveden, jelikož jeho status dosud nebyl aktualizován IUCN) v důsledku dramatického poklesu populace, který je pravděpodobně provázán s nemocí chytridiomykózou, změnou klimatu a ztrátou přirozeného prostředí. Druh nebyl zaznamenán od roku 1989 až do roku 2016, a to navzdory cílenému pátrání v lokalitách historického výskytu. Znovuobjeven byl v březnu 2016 na území dvou malých lesních porostů v oblasti značně upravené pro zemědělství a chov hospodářských zvířat v provincii Imbabura, a to v podobě čtyř dospělých jedinců (dvou samců a dvou samic). U těchto jedinců nebyla prokázána chytridiomykóza; byli převezeni do Centra výzkumu a konzervace v Jambatu v naději na založení chovu v zajetí.

## Taxonomie a systematika
Atelopus dlouhonosý byl popsán v roce 1868 Edwardem Drinkerem Copem na základě nyní již pravděpodobně ztraceného vzorku odebraného Jamesem Ortonem. Jako typová lokalita bylo uvedeno „Údolí Quita“, předpokládá se však, že jde o chybu.
Arteaga a kolegové (2013) uvádí, že populace v provinciích Carchi a Esmeraldas vyžadují taxonomickou revizi, a vylučují tyto lokality z území výskytu druhu.

## Výskyt a prostředí
Atelopus dlouhonosý se historicky vyskytoval na západních svazích severoekvádorských And v provinciích Esmeraldas, Imbabura, Pichincha a Cotopaxi v nadmořských výškách 200–2500 m n. m.Tapia a kolegové uvádí mírně rozdílné historické území, jež zahrnuje provincie Imbabura, Cotopaxi, Pichincha a Santo Domingo de los Tsáchilas a menší výškový rozsah, 900–1925 m n. m.
Atelopus dlouhonosý obývá nížinné (viz však výše) a horské tropické deštné pralesy. Rozmnožování probíhá ve vodních pramenech. Populace objevené v roce 2016 obývaly malé, izolované lesní plochy ve výrazně modifikovaném terénu. Všechny byly nalezeny v noci, usazené na listech cca půl metru nad zemí, poměrně vzdáleni od nejbližších řek.

## Popis

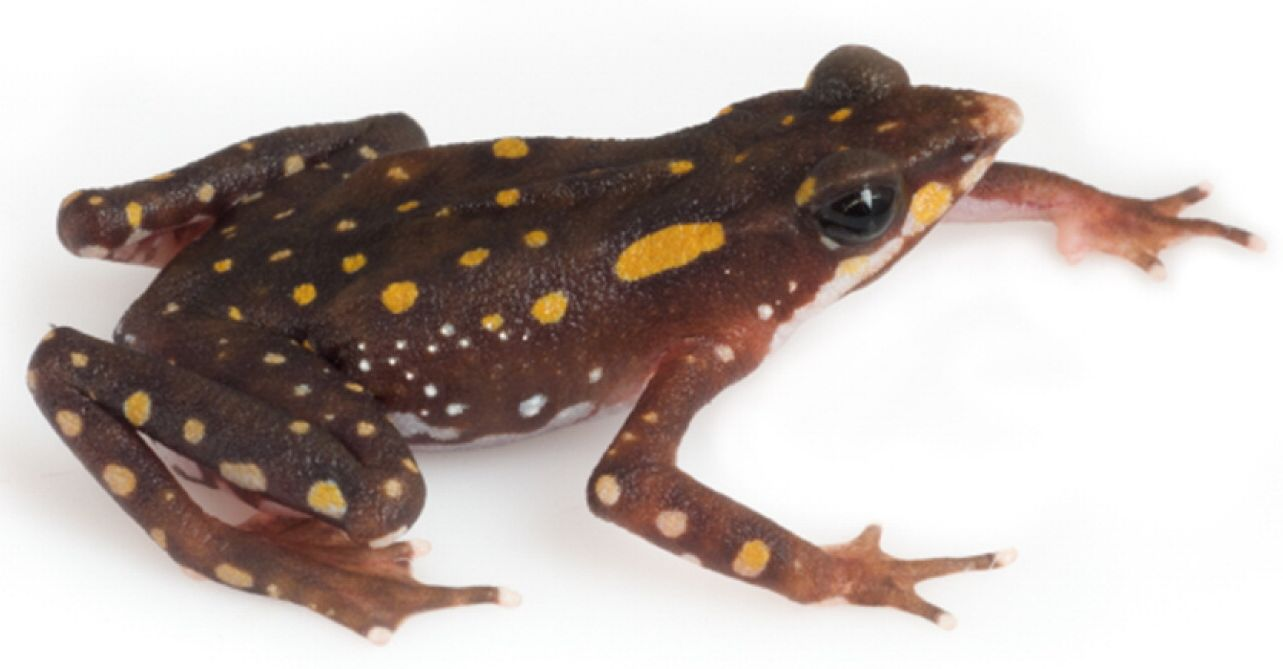
Samec atelopa dlouhonosého z oblasti Junín, Ekvádor

Dospělí samci měří 30–35 mm a samice 41–47 mm od nosu ke kloace. Tapia a kolegové však zmiňují objev dvou menších dospělých samic měřících 37 a 39 mm. Atelopus dlouhonosý má štíhlé tělo s dlouhými končetinami. Čenich je výrazný, špička poměrně ostře tvarovaná. Prsty předních končetin jsou masité s bazálními blánami; prsty zadních končetin jsou výrazněji blanité. Hřbet je hnědý se zaoblenými žlutými nebo krémovými skvrnami. Boky jsou tmavě hnědé nebo černé. Břicho je bělavé, v oblasti krku a hrudi se barví do hněda.